# María (Almería)
María ist eine spanische Gemeinde in der Comarca Los Vélez der Provinz Almería in der Autonomen Gemeinschaft Andalusien. Die Einwohnerzahl bestand im Jahr 2024 aus 1.195 Einwohnern. 

## Geografie
Der Ort liegt im Norden der Provinz. Die Gemeinde grenzt an Chirivel, Orce (Provinz Granada), Puebla de Don Fadrique (Provinz Granada), Vélez-Blanco und Vélez-Rubio.

## Geschichte
Besiedelungsspuren reichen bis in die Prähistorie zurück und die heutige Siedlung geht auf die Zeit von Al-Andalus zurück. Ihre Unabhängigkeit erlangte die Gemeinde im Jahre 1634.